# Aleksandr Pomierancew

Sobór św. Aleksandra Newskiego w Sofii

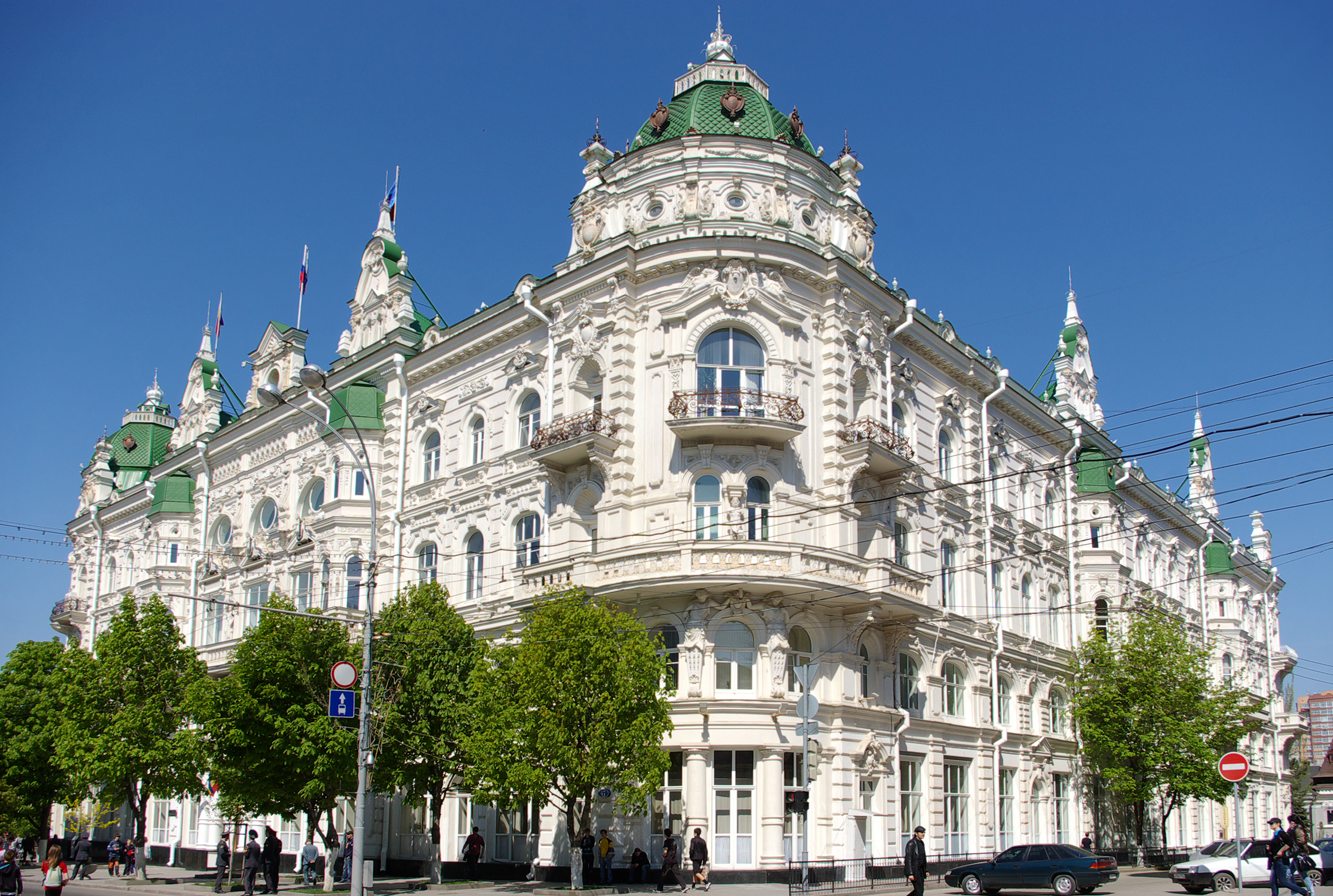
Urząd Miasta w Rostowie na Donem

Aleksandr Nikanorowicz Pomierancew (ros. Александр Никанорович Померанцев, ur. 30 października?/11 listopada 1849 w Moskwie zm. 27 października 1918 w Piotrogrodzie) – rosyjski architekt, który zaprojektował niektóre z najciekawszych budynków w Imperium Rosyjskim oraz na Bałkanach XX wieku. 

## Realizacje
- Sobór św. Aleksandra Newskiego w Sofii
- Wierchnije Torgowyje Riady, GUM